# Голям камъкопробивач
Големите камъкопробивачи (Pholas dactylus) са вид миди от семейство Pholadidae.
Таксонът е описан за пръв път от Карл Линей през 1758 година.